# Henri De Wolf
Pour les articles homonymes, voir De Wolf.
Henri De Wolf, né le 17 août 1936 à Deinze et mort le 12 janvier 2023, est un coureur cycliste belge. Il est professionnel de 1959 à 1969.

## Palmarès

### Palmarès amateur
- 1957
  - Tour de Namur :
    - Classement général
    - 2e et 4e étapes
- 1958
  - Manx Trophy
  - Tour du Limbourg amateurs :
    - Classement général
    - 3e étape

  -  Médaillé de bronze du championnat du monde sur route amateurs
- 1959
  - 9e étape de la Course de la Paix
  - 3e du championnat de Belgique sur route indépendants

### Palmarès professionnel
- 1960
  - Tour de Flandre occidentale
  - 3e de Kuurne-Bruxelles-Kuurne
  - 5e du Tour des Flandres
  - 5e de Paris-Roubaix
  - 8e de Liège-Bastogne-Liège
- 1961
  - 2eb étape du Tour de Champagne
  - 7e étape du Critérium du Dauphiné libéré
  - Circuit des régions frontalières
  - 2e du Grand Prix de la ville de Zottegem
  - 2e du Grand Prix d'Isbergues
  - 3e du Tour de Champagne
- 1962
  - 1rea étape du Tour de Belgique
  - Flèche wallonne
  - 2e du Week-end ardennais
  - 3e du Tour de Flandre orientale
  - 3e du Challenge Laurens
  - 7e de Paris-Bruxelles
- 1963
  - 1re étape des Quatre Jours de Dunkerque
  - Course des raisins
  - Paris-Valenciennes
  - 9e du Trophée Stan Ockers
- 1964
  - 4e étape du Tour du Sud-Est
  - 10e étape du Tour d'Espagne
- 1967
  - 2e de Sassari-Cagliari

## Résultats sur les grands tours

### Tour de France
4 participations :
- 1963 : 33e
- 1964 : abandon (7e étape)
- 1965 : 60e
- 1966 : 76e

### Tour d'Espagne
3 participations :
- 1964 : 14e, vainqueur de la 10e étape
- 1965 : 46e
- 1969 : 62e

### Tour d'Italie
- 1967 : abandon.